# Heinrich Matthias von Thurn
Jindrich Matyas (en allemand : Heinrich Matthias), comte de Thurn-Valsassina, né le 24 février 1567 au château de Lipnice en Bohême et mort le 28 janvier 1640 à Pärnu en Livonie, fut un des principaux chefs de la révolte Bohémienne contre le règne de Ferdinand II de Habsbourg qui en 1618 déclencha la guerre de Trente Ans. 

## Biographie
Fils cadet de František (Franz) Bernard Thurn (1508–1586), il est issu de parents protestants. Les Thurn-Valsassina, créés comte en 1541, descendaient de la famille Della Torre (Torriani) originaire de Milan. Après la mort précoce de son père, Jindrich Matyas a grandi dans la maison de son oncle en Autriche. En 1585, il a fait partie d'une mission des Habsbourg auprès de la Sublime Porte à Constantinople ; quelques années plus tard, il entre dans l'Armée impériale. Il obtient de l'empereur Rodolphe II le titre de burgrave de Karlštejn en Bohême en récompense de ses hauts faits d'armes lors de la Longue Guerre contre les Turcs.
Une fois revenu à la Bohême, il est élu parmi les 30 Défenseurs de la Foi délégués par les États protestants pour veiller au respect des dispositions prévues par la « Lettre de Majesté », très hostile au pouvoir des Habsbourg et en particulier à Ferdinand de Styrie (futur empereur Ferdinand II), il participa à la défenestration de Prague le 23 mai 1618 qui marqua le début de l'insurrection de la noblesse non catholique de Bohême contre leurs souverains habsbourgeois. Matthias Ier était alors encore officiellement empereur et roi de Bohême mais étant affaibli par la maladie, Ferdinand, son successeur désigné, exerçait le pouvoir de fait. 
Corédacteur de l'"Apologie", texte destiné à justifier la révolte auprès des cours européennes, notamment protestantes, Mathias de Thurn se voit confier le commandement de l'armée nationale qui se présente devant Vienne le 6 juin puis le 24 octobre 1619. Après la déroute des révoltés à la bataille de la Montagne Blanche en 1620, à laquelle il participe comme commandant d'un régiment, Ferdinand II le fait proscrire, comme tous les autres meneurs du soulèvement en vertu de l’édit pris à cet effet à Prague. Heinrich Matthias von Thurn fuit vers la cour de Gabriel Bethlen en Transylvanie et perd ainsi l’intégralité de ses possessions en Bohême.

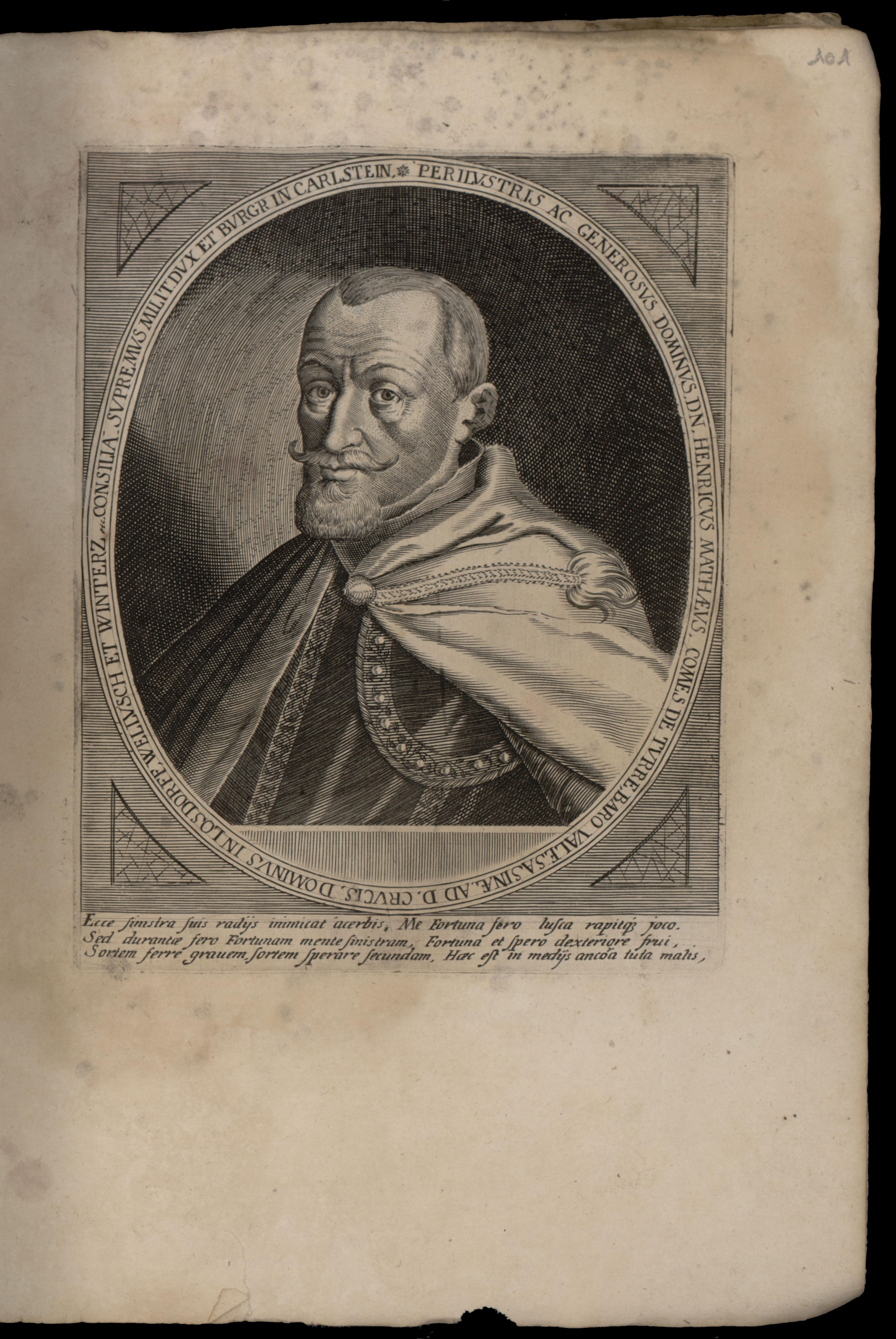
Portrait de Heinrich Matthias Von Thurn.

Par la suite, il continue à participer aux combats et tractations politiques de la guerre contre les Habsbourg, tantôt comme diplomate, tantôt comme militaire. En 1626, il prend le commandement d’une petite unité en Silésie. Puis il sert comme Lieutenant général dans l'armée du roi de Suède, Gustave Adolphe qui est tué à la bataille de Lützen (1632) malgré la victoire des Suédois. Von Thurn fut nommé chef de corps par le chancelier Axel Oxenstierna ; le 11 octobre 1633, son contingent suédois sont confrontés aux troupes du généralissime Albrecht von Wallenstein près de Steinau an der Oder en Basse-Silésie. Bloqué par l'Armée impériale et incapable de se défendre contre un plus fort que lui, il est fait prisonnier. Néanmoins, il ne reste pas longtemps en captivité et après avoir capitulé fut remis en liberté par Wallenstein, au grand dam de la cour à Vienne.
Von Thurn prend une discrète retraite, à Pernau en Livonie. C’est là qu’il meurt le 26 janvier 1640. Il est inhumé dans la Cathédrale Sainte-Marie de Reval (l’actuelle Tallinn). Il avait auparavant écrit, en Suède, un livre intitulé Defensionsschrift, analysant les événements de 1618 sous le rapport d'une tentative consciente et volontaire de défense de la prétendue vraie foi.